# CRA羽根ぱちんこ水戸黄門
『CRA羽根ぱちんこ水戸黄門』（CRAはねぱちんこみとこうもん）は、2008年に京楽産業.から発売された羽根モノタイプのパチンコ（CR機）。

## 概要
2005年に同社から発売されたデジパチタイプのCR機『CRぱちんこ水戸黄門』の羽根モノ版である。電チューの開放率アップで次回大当たりが引きやすくなる「水戸ラッシュ」を搭載している。

### スペック
CRA羽根ぱちんこ水戸黄門W4
- 賞球数 3&4&10
- 羽根開放回数・時間 0.4秒×1回or0.4秒×2回（内訳29:1）
- 大当たりラウンド 3R･6R･9R･15R･16R（1Rあたり8カウント又は18回羽根開放）
- 時短突入条件 特定大当り終了後100回
- 時短終了条件 特定大当たり時、または時短100回転で終了

羽根モノルート
| ラウンド | 選択率 | 時短突入率 | 出玉    |
| -------- | ------ | ---------- | ------- |
| 3R       | 25%    | 0.2%       | 約100個 |
| 6R       | 25%    | 0.4%       | 約260個 |
| 9R       | 25%    | 1%         | 約430個 |
| 16R      | 25%    | 4%         | 約810個 |
羽根モノルートのラウンド数は、V入賞を1Rとするため実際の消化ラウンド数は表記より1R少ない。
リーチ演出ルート
| ラウンド | 大当たり確率 | 時短突入率 | 出玉    |
| -------- | ------------ | ---------- | ------- |
| 15R      | 1/391.75     | 21%        | 約810個 |

## 通常演出ルート

### 羽根モノルート
1. スタートチャッカー入賞
2. 羽根が1回又は2回開く
3. 羽根が玉を拾い、中央ステージ内の「Vゾーン」に玉が入れば大当たり

画面内の演出（小キャラ、キャラクターのセリフなど）で、その回転でV入賞した際のラウンド数の期待度が変化する。
通常ルート
ステージ内に入った玉は左右ルート、回転体、助格のつっぱり役モノをつたって黄門様の役モノ付近に集まる。黄門様のお腹の部分にあるポケットに球が入れば、球が黄門様の股下からVゾーンに向けて一直線に進むためV入賞がほぼ確定となる。
まれに助格のツッパリがはじいた玉が勢いよくVゾーンに直行するなど、イレギュラー入賞することもある。
激アツルート
羽根内に入った球がステージ上部の激アツルートに入ると、黄門様の掛け声と共に球が激アツルートを通ってステージ上部の曲面になっているステージへと向かう。この曲面ステージの中央に穴が開いており、その穴の真下には黄門様のポケットがあるため、ポケット解放と穴から球が落ちるタイミングが合えば、ポケットに球が入りV入賞がほぼ確定的となる。

### リーチ演出ルート
スタートチャッカー入賞時に羽根が開かず、後光フラッシュと共に液晶内に水戸光圀が出現すれば、15R大当たり確定となる。羽根モノルートに比べると水戸ラッシュ突入率は非常に高い。

## 大当たりラウンド
大当たりラウンドは4種類存在する。
- 八兵衛ボーナス (3Ror6Ror9Ror16R)
- お銀ボーナス (6Ror9Ror16R)
- 弥七ボーナス (9Ror16R)
- 光圀ボーナス (16R)

光圀ボーナス以外では、上記ラウンド数のラウンド中に継続演出が発生し、継続ミッションに見事成功すればラウンド継続確定となる。また、以下のアイテムの色でラウンド継続の信頼度が変化する（通常色<赤<ゼブラ）。
全ボーナス共通で、継続演出時に助さん格さんが登場すればラウンド継続確定となる。
本機種では、ラウンドごとにV入賞しなくても当選したラウンド数まで必ず継続する。
| ボーナス         | 継続演出発生 | 継続条件                   | 継続信頼度 | 備考                           |
| ---------------- | ------------ | -------------------------- | ---------- | ------------------------------ |
| 八兵衛ボーナス   | 3R/6R/9R     | 丼の底から八兵衛の顔が出現 | 丼の色     | -                              |
| お銀ボーナス     | 6R/9R        | さいころの目がお銀の顔     | 壷の色     | -                              |
| 弥七ボーナス     | 9R           | 風車が弥七の顔で停止       | 札の色     | -                              |
| 光圀ボーナス     | -            | 無条件で16R確定            | -          | -                              |
| 玉ちゃんボーナス | -            | 〃                         | -          | ボーナス終了後水戸ラッシュ確定 |
| たぬ吉ボーナス   | -            | 〃                         | -          | 〃                             |

V入賞時にP-フラッシュが発生した場合は、16Rボーナス確定となる。
特殊ラウンドとして、玉ちゃんボーナス・たぬ吉ボーナス (16R) があり、これらのボーナスが通常時に発生した場合は、水戸ラッシュ突入確定となっている。(水戸ラッシュ中の同ボーナスはラッシュ継続確定)

## 水戸ラッシュ
大当たりラウンド終了後、京楽のロゴが表示される際に、画面左から京楽マークが転がって来ずに水戸黄門の印籠マークが転がってくれば、水戸ラッシュに突入する。水戸ラッシュ中は、盤面中央下の電チュー付きチャッカーの開放率がアップするため、持ち球を減らさずに次回の大当たりを引くチャンスとなる。水戸ラッシュの継続率は84%（メーカー発表値）。
八弁衛・お銀・弥七・光圀ボーナス出現は、ラウンド数に関わらず次回の水戸ラッシュ継続確定となる。ボーナスが継続すると、黄門様一行の世直しの旅が進んでいく。訪れた土地によって、羽根開放時のセリフや背景が変化する。
水戸ラッシュ中、前回ボーナスから100回転以内にV入賞またはリーチ演出による大当りが引けなかった場合、また後述する悪代官ボーナスを引いてしまうと水戸ラッシュ終了となる。
悪代官ボーナス(16R大当り)
水戸ラッシュ中に、V入賞後に悪代官ボーナス (16R) を引いてしまうと水戸ラッシュ終了となる。悪代官ボーナス中に、貢ぎ物の中からご老公一行が登場すれば水戸ラッシュ継続確定となる。越後屋の貢ぎ物の中身、画面内の文字（密談中＜悪巧み中＜悪巧み(ハートマーク)中＜超悪巧み中）で水戸ラッシュ復活継続の期待度が変化する。